# Rotbauchtamarin
Der Rotbauchtamarin (Saguinus labiatus) ist eine Primatenart aus der Familie der Krallenaffen.

## Merkmale
Rotbauchtamarine erreichen eine Kopfrumpflänge von 23 bis 30 Zentimetern und eine Schwanzlänge von 34 bis 41 Zentimetern. Ihr Durchschnittsgewicht beträgt 490 Gramm. Ihr Fell ist am Rücken schwarz gefärbt, namensgebendes Merkmal ist der rötlich oder orange gefärbte Bauch. Wie bei allen Krallenaffen befinden sich an den Fingern und Zehen (mit Ausnahme der Großzehe) Krallen statt Nägeln. Der Kopf ist ebenfalls schwarz, rund um die Lippen und die Nase befinden sich auffällige weiße Haare.

## Verbreitung und Lebensraum

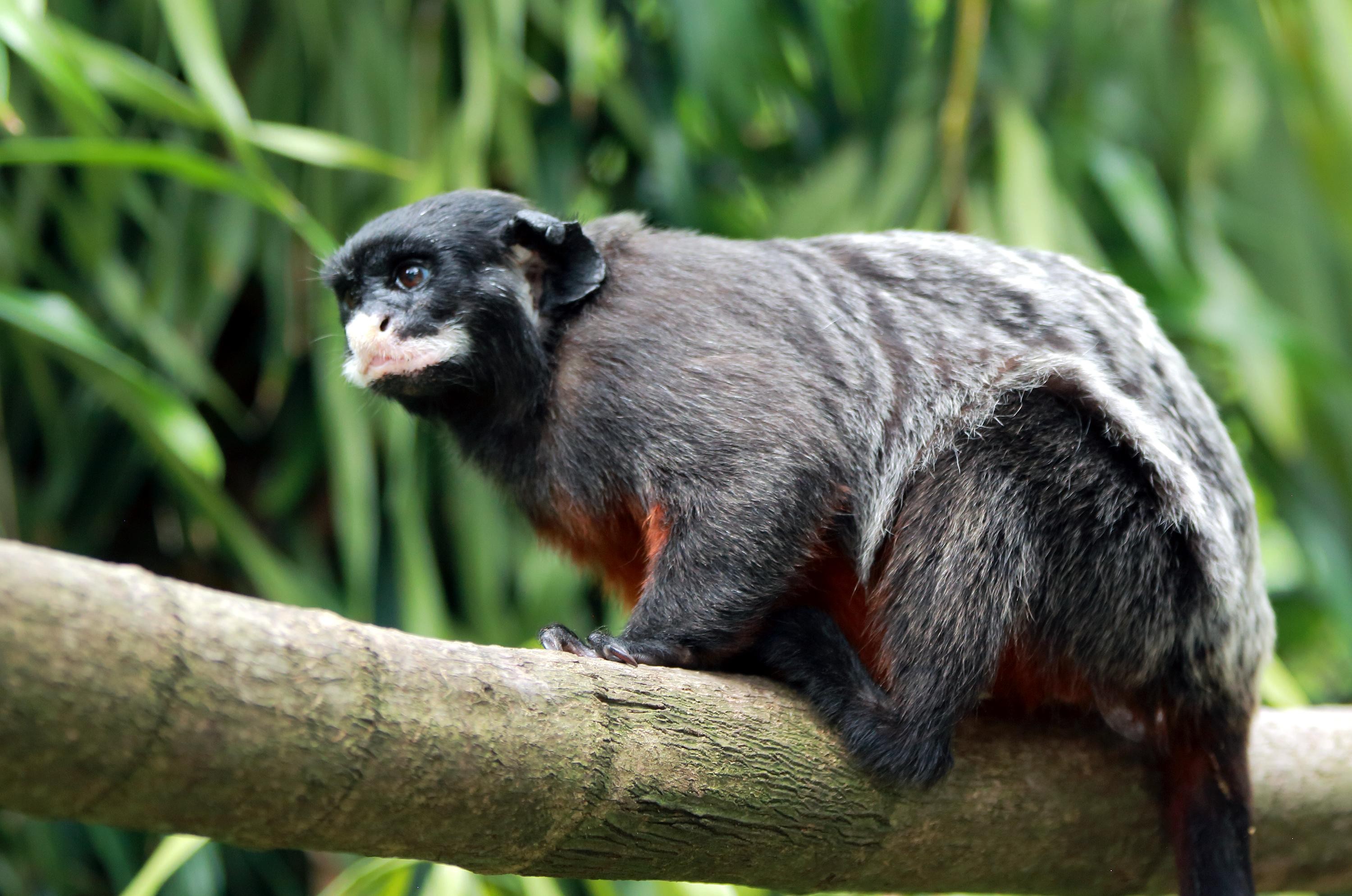
Rotbauchtamarin

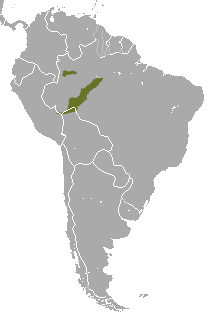
Das Verbreitungsgebiet des Rotbauchtamarins

Rotbauchtamarine leben im westlichen Amazonasbecken in Südamerika. Ihr Verbreitungsgebiet erstreckt sich im westlichen Brasilien zwischen den Flüssen Rio Madeira und Rio Purus und ragt bis nach Bolivien und Peru hinein. Der Thomas-Rotbauchtamarin (S. l. thomasi) hat ein von den übrigen Populationen getrenntes Verbreitungsgebiet zwischen dem Rio Japurá und dem Rio Solimões. Lebensraum dieser Art sind tropische Regenwälder.

## Lebensweise
Diese Primaten sind tagaktive Baumbewohner, die sich auf allen vieren oder springend durch das Geäst fortbewegen. Sie leben in Gruppen von 2 bis 10 (durchschnittlich 6) Tieren, Gruppen bestehen aus einem oder mehreren Weibchen, einem oder mehreren Männchen und dem zugehörigen Nachwuchs. Gruppen bewohnen feste Territorien von 23 bis 41 Hektar, die sie gegenüber Artgenossen verteidigen. Sie sind Allesfresser, die sich vorrangig von Früchten, Insekten und Nektar ernähren.
Es pflanzt sich immer nur das dominante Weibchen der Gruppe fort, das sich mit allen Männchen paart (Polyandrie). Wie bei den meisten Krallenaffen kommen vorwiegend Zwillinge zur Welt und die ganze Gruppe kümmert sich um die Jungtiere.

## Systematik

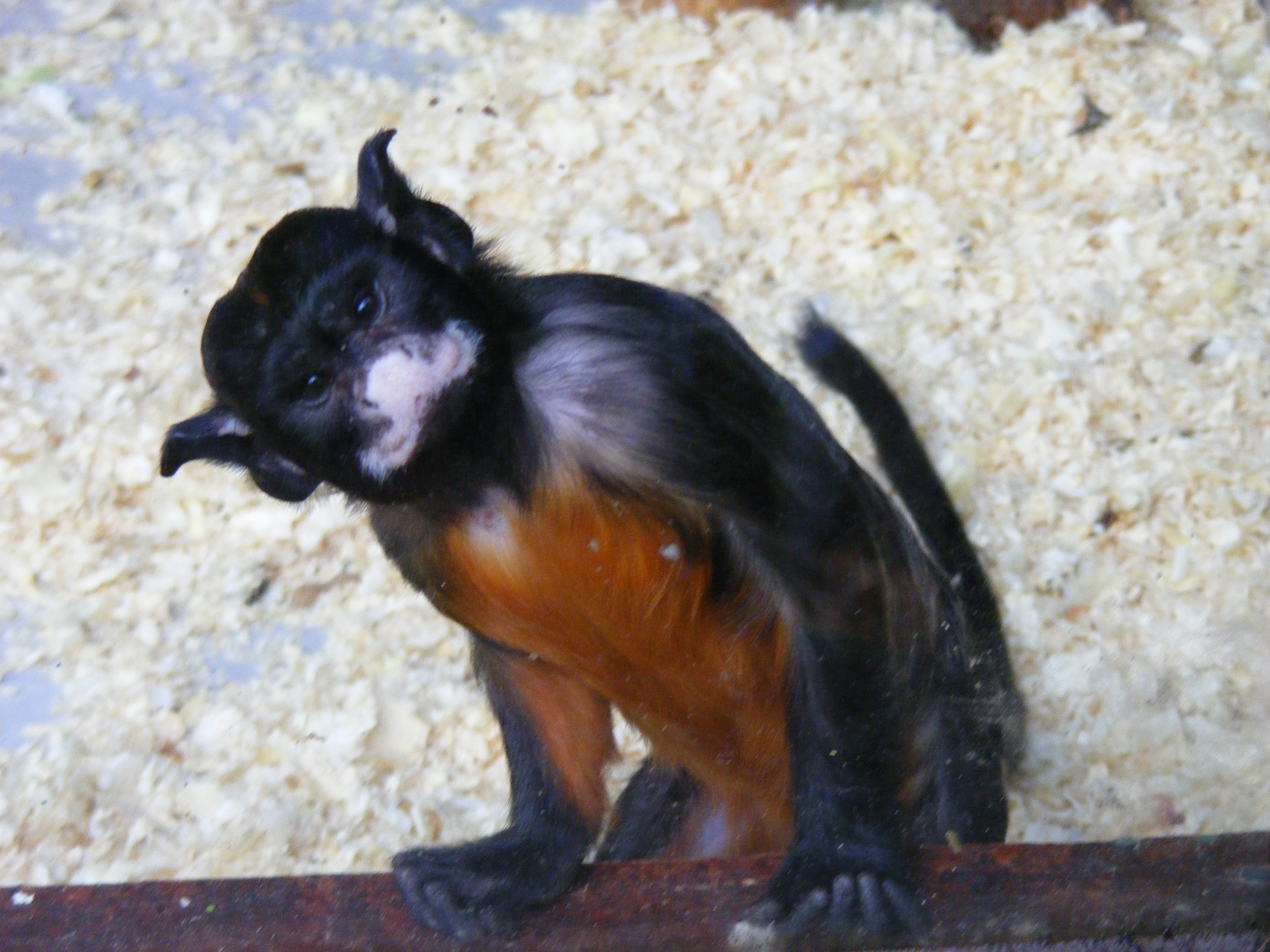
Saguinus labiatus thomasi

Es werden drei Unterarten unterschieden: die Nominatform Saguinus labiatus labiatus, S. l. rufiventer und die räumlich von den beiden anderen Unterarten getrennt vorkommende Form S. l. thomasi, die nur von wenigen Exemplaren bekannt ist. Ob sich S. l. labiatus und S. l. rufiventer tatsächlich unterscheiden, ist umstritten.

## Gefährdung
In Teilen ihres Verbreitungsgebietes sind sie durch Waldrodungen gefährdet, insgesamt ist die Art aber laut IUCN „nicht gefährdet“ (least concern).